# Angela de' Rossi
Angela Paola de' Rossi (San Secondo Parmense, 1506 – Città di Castello, 11 novembre 1573) è stata una nobile italiana, sposa in prime nozze di Vitello Vitelli e in seconde di Alessandro Vitelli, entrambi esponenti della famiglia Vitelli di Città di Castello.

## Biografia

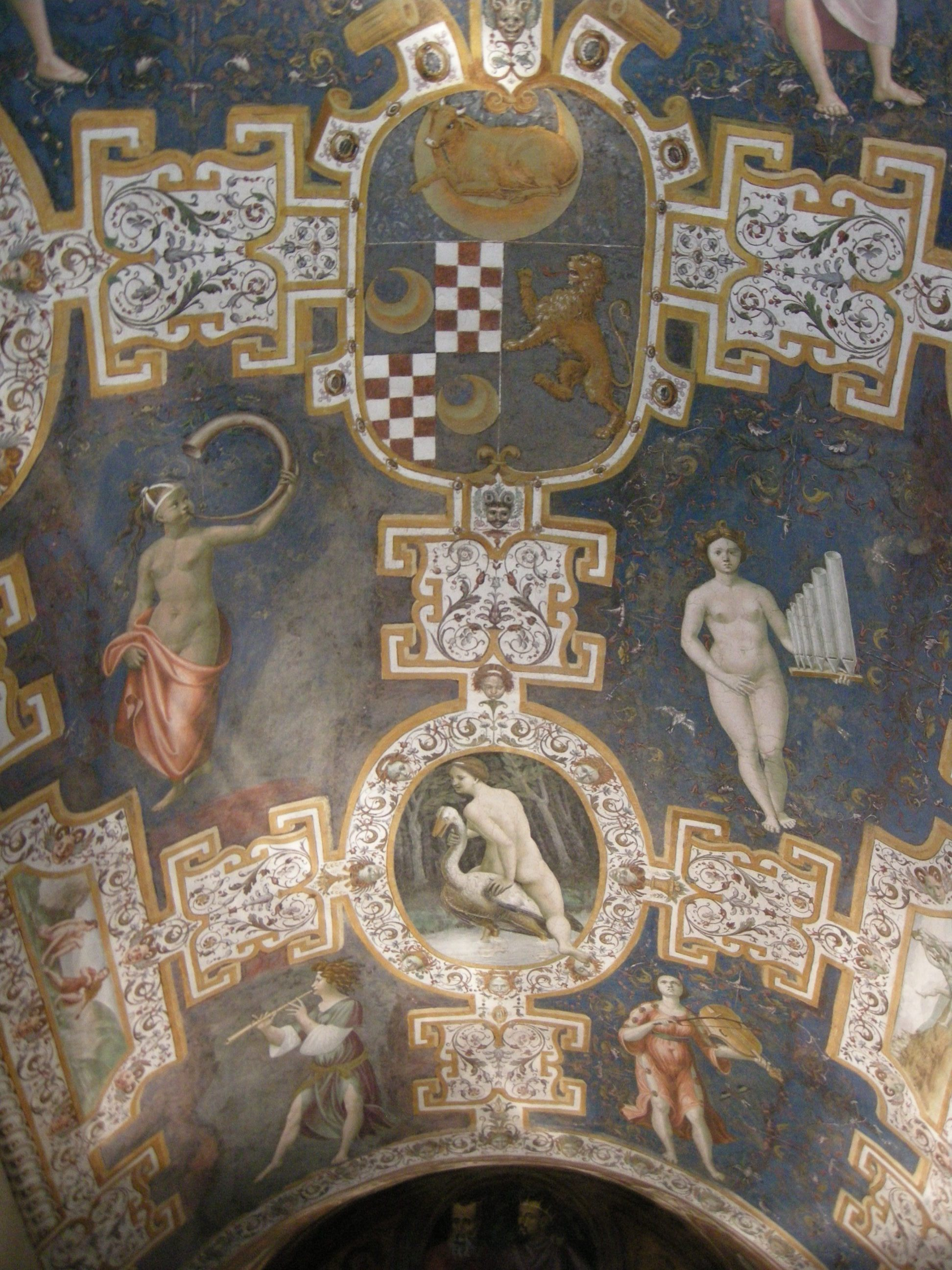
Palazzo Vitelli alla Cannoniera, decorazioni scalone con stemma Vitelli-Rossi.

Nata intorno al 1506 a San Secondo Parmense da Troilo I, primo marchese della città emiliana, della famiglia Rossi, e da Bianca Riario, figlia di Caterina Sforza e pronipote di Sisto IV: suoi fratelli furono Giovan Girolamo de' Rossi e Pier Maria III de' Rossi. L'11 agosto 1522 Bianca e Pier Maria III giunsero a Città di Castello per sottoscrivere il contratto nuziale tra Angela e il signore della città Vitello Vitelli (1480-1528).
Il matrimonio venne festeggiato anche dallo zio della giovane sposa, Giovanni dalle Bande Nere, che organizzò in onore dell'evento vari tornei e feste, al suo passaggio a Reggio Emilia. Dal primo marito ebbe tre figli: Porzia, monaca in Firenze, Camillo (1528-1557), capitano per conto di Francesco I e di Cosimo I de' Medici (suo cugino), e Costanza, andata in sposa al signore di Perugia Rodolfo II Baglioni.
Morto il marito nel 1528, a causa della peste, la contessa rimase ancora una volta legata ad un esponente del casato dei Vitelli; infatti, nel 1530 sposò Alessandro Vitelli, cugino del primo coniuge, conte di Montone, signore di Citerna e Amatrice, personaggio al centro della vita politica e militare del XVI secolo. Dal secondo consorte, Angela ebbe nove figli, di cui il più importante è stato sicuramente il cardinale Vitellozzo Vitelli, mentre anche un altro figlio, Vincenzo Vitelli, conquistò un certo prestigio, combattendo nella battaglia di Lepanto (1571), prima di essere ucciso nel 1583 da Ludovico Orsini. I Vitelli ottennero dal papa Pio IV il diritto di battere moneta: in alcuni testoni del 1565 appare, infatti, lo stemma del cardinale Vitellozzo. Nel blasone dei Vitelli fu inquartato il leone rampante rossiano della dinastia di Angela.
Risoluta e spregiudicata, Angela dominò la corte dei Vitelli influenzando le vicende dei territori da loro governati, specialmente dopo la scomparsa del secondo marito, avvenuta nel 1554. Il potere acquisito dal figlio cardinale Vitellozzo la indusse a compiere soprusi e prepotenze, soprattutto sotto il pontificato di Giulio III, sostenitore della famiglia.Amministrava a suo piacimento la diocesi di Città di Castello e sterminò gli antagonisti componenti della casata Pallanti. Il tribunale dell'Inquisizione e la morte improvvisa del figlio (1532-1568) fermarono lo spirito vendicativo della contessa, arrestata per ordine di Pio V e rinchiusa in Castel Sant'Angelo. Lasciò la prigione per motivi di età e salute, ritornò a Città di Castello nel 1572 in seguito all'indulgenza della sentenza pronunciata contro di lei. Ai figli furono pignorati i beni.
Angela de' Rossi morì improvvisamente l'11 novembre 1573, all'età di 67 anni, nel suo palazzo a San Giacomo e fu sepolta nella chiesa tifernate della Madonna delle Grazie.

### Il secondo matrimonio
Le nozze con il conte Alessandro sono state tra le più prestigiose nell'ambito della nobiltà del tempo. Infatti, in occasione dell'unione con Angela, Alessandro fece erigere tra il 1530 e il 1532 palazzo Vitelli alla Cannoniera, alla cui realizzazione parteciparono vari artisti, come Giorgio Vasari, Cristoforo Gherardi e i Della Robbia.
Tormentata dalla gelosia che provava per il marito (amante forse di una certa Laura che lei avrebbe fatto assassinare da un sicario), Angela si fece costruire una nuova dimora, il palazzo Vitelli a San Giacomo, anche se su questo punto ci sono ancora dubbi: sembra più verosimile che l'edificio fosse stato voluto dal primo consorte di Angela, Vitello. La residenza fu realizzata dall'artista locale Luca Antonio Angeloni, ed è possibile la partecipazione del Parmigianino, benché della sua opera non restino tracce evidenti.
I Vitelli, mecenati e protettori delle arti, organizzarono nei propri palazzi una piccola ma prestigiosa corte frequentata dai nobili e da importanti artisti, come Luca Signorelli, il giovane Raffaello, Giorgio Vasari, Rosso Fiorentino, Raffaellino del Colle, Santi di Tito, Pomarancio.
Cristoforo Gherardi (1508-1556), allievo di Rosso Fiorentino e collaboratore di Giorgio Vasari, e altri pittori, come Cola dell'Amatrice, si ispirarono alle sembianze della contessa nell'esecuzione di due affreschi allegorici visibili sulla volta della scala nel palazzo alla Cannoniera, residenza principale dei Vitelli: Leda col cigno e, scena inusuale per l'epoca,  Donna che cavalca uomo maturo, dove una prevaricatrice Angela "domina" il vescovo tifernate Alessandro Stefano Filodori, con il quale ebbe frequenti contrasti al punto che, una volta, lo spinse deliberatamente facendolo cadere per le scale.

## Galleria d'immagini

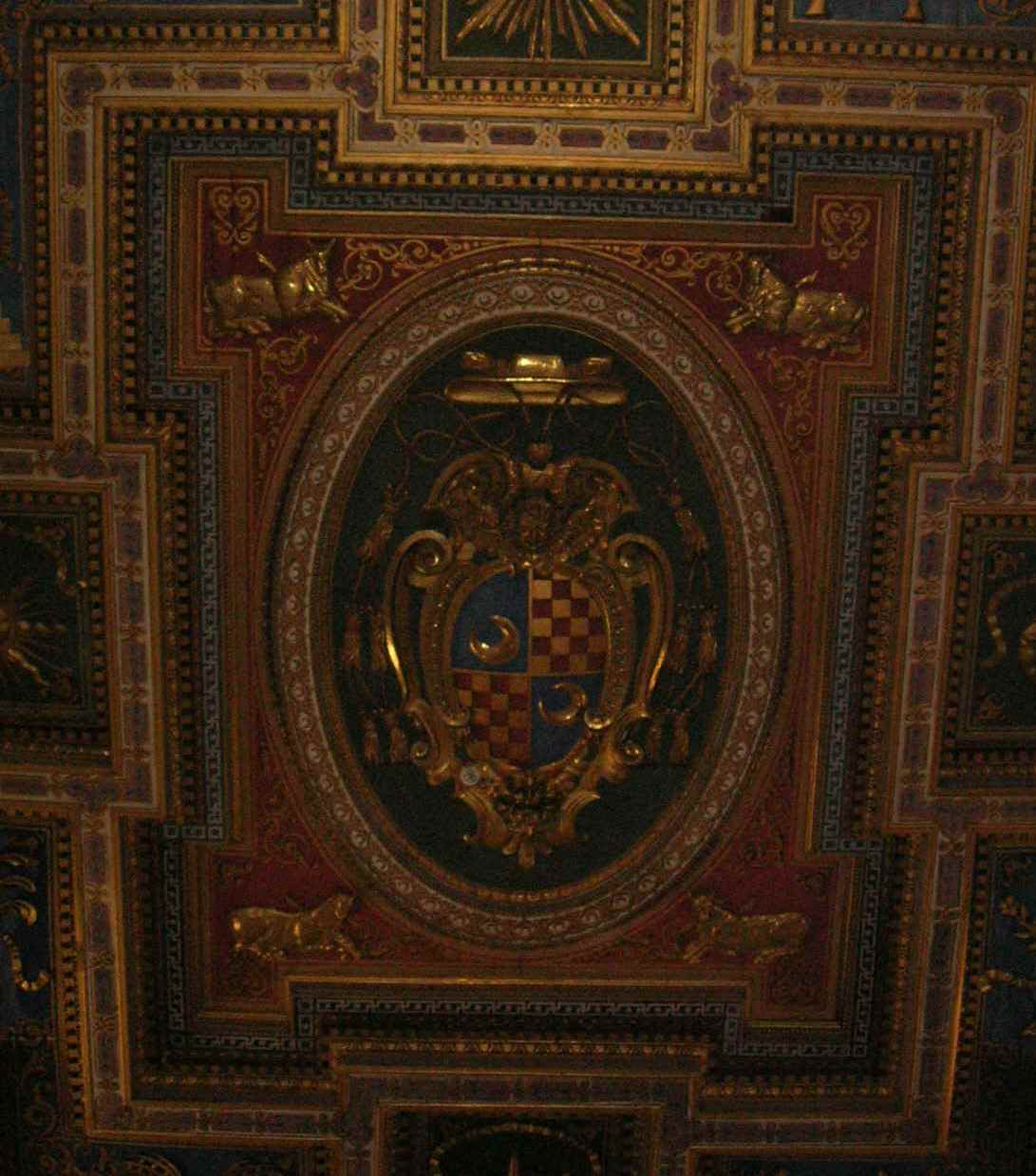
Arma dei Vitelli (Chiesa di San Marcello al Corso, Roma).
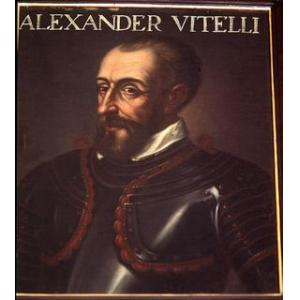
Alessandro Vitelli.
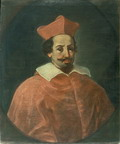
Il cardinale Vitellozzo Vitelli.
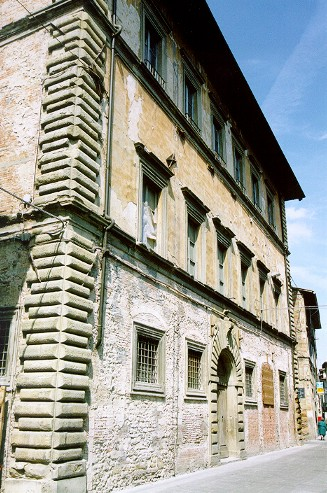
Facciata del palazzo Vitelli a San Giacomo.
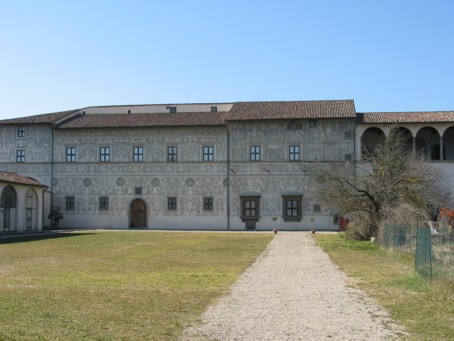
Prospetto del palazzo Vitelli alla Cannoniera.
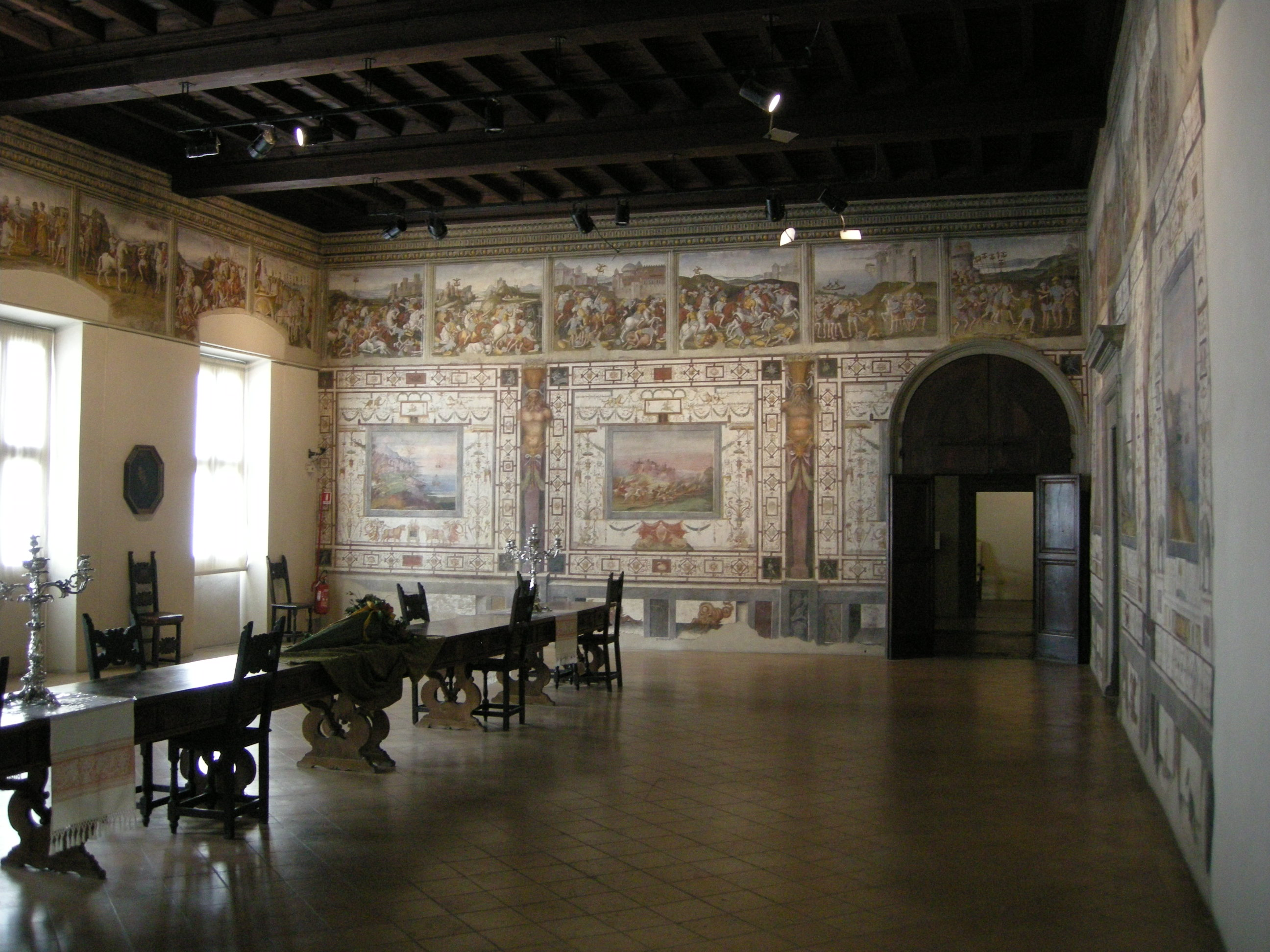
Interno del palazzo Vitelli alla Cannoniera.
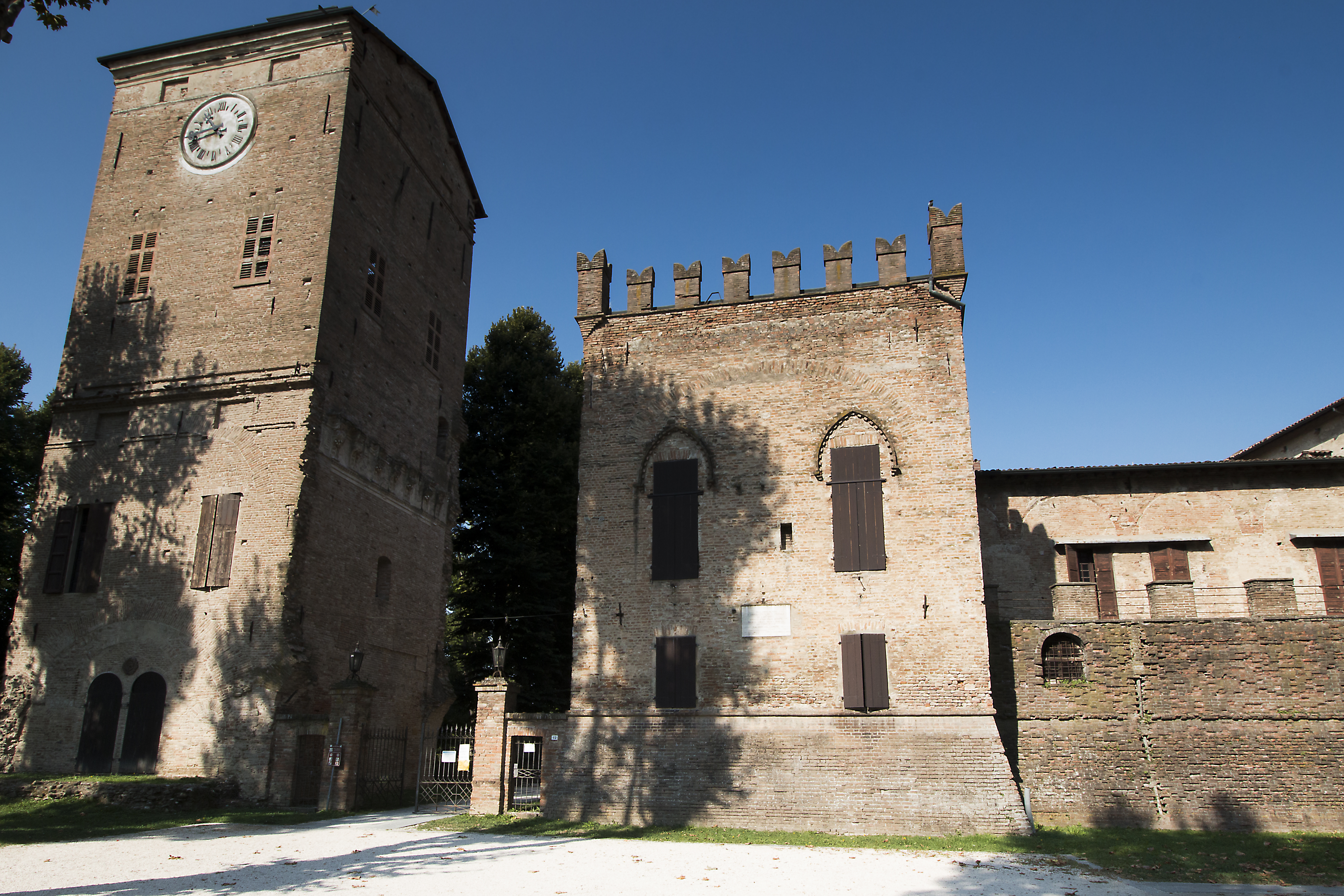
Rocca dei Rossi (San Secondo Parmense).

## Ascendenza
|                                               |              |                                                         | Genitori                                              |  |  | Nonni |  |  | Bisnonni                                         |  |  | Trisnonni                                        |  |
|                                               |              |                                                         |                                                       |  |  |       |  |  | Pier Maria II de' Rossi, IV conte di San Secondo |  |  | Pier Maria I de' Rossi, III conte di San Secondo |  |
|                                               |              |                                                         |                                                       |  |  |       |  |  | Pier Maria II de' Rossi, IV conte di San Secondo |  |  | Pier Maria I de' Rossi, III conte di San Secondo |  |
|                                               |              | Maria Giovanna Cavalcabò                                |                                                       |  |  |       |  |  | Pier Maria II de' Rossi, IV conte di San Secondo |  |  |                                                  |  |
| Giovanni de' Rossi, V conte di San Secondo    |              |                                                         |                                                       |  |  |       |  |  | Pier Maria II de' Rossi, IV conte di San Secondo |  |  |                                                  |  |
|                                               |              | Antonia Torelli                                         | Guido Torelli, I conte di Guastalla e Montechiarugolo |  |  |       |  |  |                                                  |  |  |                                                  |  |
|                                               |              | Antonia Torelli                                         | Guido Torelli, I conte di Guastalla e Montechiarugolo |  |  |       |  |  |                                                  |  |  |                                                  |  |
|                                               |              | Antonia Torelli                                         | Orsina Visconti                                       |  |  |       |  |  |                                                  |  |  |                                                  |  |
| Troilo I de' Rossi, I marchese di San Secondo |              | Antonia Torelli                                         |                                                       |  |  |       |  |  |                                                  |  |  |                                                  |  |
|                                               |              | Francesco Scotti Douglas, conte di Carpaneto e Vigoleno | …                                                     |  |  |       |  |  |                                                  |  |  |                                                  |  |
|                                               |              | Francesco Scotti Douglas, conte di Carpaneto e Vigoleno | …                                                     |  |  |       |  |  |                                                  |  |  |                                                  |  |
|                                               |              | Francesco Scotti Douglas, conte di Carpaneto e Vigoleno | …                                                     |  |  |       |  |  |                                                  |  |  |                                                  |  |
| Angela Scotti Douglas                         |              | Francesco Scotti Douglas, conte di Carpaneto e Vigoleno |                                                       |  |  |       |  |  |                                                  |  |  |                                                  |  |
|                                               |              | …                                                       | …                                                     |  |  |       |  |  |                                                  |  |  |                                                  |  |
|                                               |              | …                                                       | …                                                     |  |  |       |  |  |                                                  |  |  |                                                  |  |
|                                               |              | …                                                       | …                                                     |  |  |       |  |  |                                                  |  |  |                                                  |  |
| Angela de' Rossi                              |              | …                                                       |                                                       |  |  |       |  |  |                                                  |  |  |                                                  |  |
|                                               | Paolo Riario | Raffaele Riario                                         |                                                       |  |  |       |  |  |                                                  |  |  |                                                  |  |
|                                               | Paolo Riario | Raffaele Riario                                         |                                                       |  |  |       |  |  |                                                  |  |  |                                                  |  |
|                                               | Paolo Riario | Teodorina Spinola                                       |                                                       |  |  |       |  |  |                                                  |  |  |                                                  |  |
| Girolamo Riario, signore di Imola e Forlì     | Paolo Riario |                                                         |                                                       |  |  |       |  |  |                                                  |  |  |                                                  |  |
|                                               |              | Bianca della Rovere                                     | Leonardo della Rovere                                 |  |  |       |  |  |                                                  |  |  |                                                  |  |
|                                               |              | Bianca della Rovere                                     | Leonardo della Rovere                                 |  |  |       |  |  |                                                  |  |  |                                                  |  |
|                                               |              | Bianca della Rovere                                     | Luchina Monleone                                      |  |  |       |  |  |                                                  |  |  |                                                  |  |
| Bianca Riario                                 |              | Bianca della Rovere                                     |                                                       |  |  |       |  |  |                                                  |  |  |                                                  |  |
|                                               |              | Galeazzo Maria Sforza, V duca di Milano                 | Francesco Sforza, IV duca di Milano                   |  |  |       |  |  |                                                  |  |  |                                                  |  |
|                                               |              | Galeazzo Maria Sforza, V duca di Milano                 | Francesco Sforza, IV duca di Milano                   |  |  |       |  |  |                                                  |  |  |                                                  |  |
|                                               |              | Galeazzo Maria Sforza, V duca di Milano                 | Bianca Maria Visconti                                 |  |  |       |  |  |                                                  |  |  |                                                  |  |
| Caterina Sforza                               |              | Galeazzo Maria Sforza, V duca di Milano                 |                                                       |  |  |       |  |  |                                                  |  |  |                                                  |  |
|                                               |              | Lucrezia Landriani                                      | …                                                     |  |  |       |  |  |                                                  |  |  |                                                  |  |
|                                               |              | Lucrezia Landriani                                      | …                                                     |  |  |       |  |  |                                                  |  |  |                                                  |  |
|                                               |              | Lucrezia Landriani                                      | …                                                     |  |  |       |  |  |                                                  |  |  |                                                  |  |
|                                               |              | Lucrezia Landriani                                      |                                                       |  |  |       |  |  |                                                  |  |  |                                                  |  |